# سوزانا تريماركو
سارا سوزانا ديل فايي تريماركو دي فيرون (بالإسبانية: Susana Trimarco)‏, أو سوزانا تريماركو (مواليد 1954)، ناشطة حقوق إنسان أرجنتينية، أعترف بجهودها لمكافحة الاتّجار بالبشر على المستوى الدولي. بعد اختفاء ابنتها عام 2002، والتي يُعتقد أن شبكة اتجار بالبشر قد اختطفتها، أمضت سنوات في البحث عن ابنتها ثم أنشأت مؤسسة لدعم ضحايا الاتجار بالجنس. ينسب لها جهود الضغط على الحكومة لإبراز قضايا الفساد في الأرجنتين، حيث قادت هذه الجهود إلى إصدار قانون عام 2011 يحظر الإعلان عن خدمات جنسية في الصحف والمجلات.

## حياتها
اختطفت ماريتا فيرون ابنة سوزانا في سان ميغيل دي توكومان عاصمة محافظة توكومان في 3 نيسان (أبريل) 2002. كانت ماريتا أماً لطفلة تبلغ من العمر عامين. حيث أفاد شهود عيان بأنها جُرّت إلى سيارة حمراء أثناء توجهها إلى الطبيب. ويعتقد بأنها أجبرت على ممارسة الدعارة.
بذلت سوزانا جهوداً كبيرة للعثور على ابنتها حيث بدأت بزيارة بيوت الدعارة مرتدية أزياء العاهرات. تلقت تهديدات وأعطيت أدلة كاذبة لتضليل بحثها. لكن تحقيقاتها أدت إلى الإفراج عن نساء أخريات من المفترض أنهن حرمن من حريتهن لكن كانت ابنتها لا تزال في عداد المفقودين.
عام 2007، أسّست سوزانا مؤسسة ماريا الملائكة بهدف إنقاذ الفتيات المخطوفات في الأرجنتين، ويقال بأن المؤسسة تمكنت من الإفراج عن المئات.
في شهري شباط (فبراير) وآذار (مارس) 2012، شهدت سوزانا ضد 13 شخصاً في المحكمة بينهم ضابط شرطة، اتهموا جميعاً بخطف ماريتا فيرون وبيعها للتجار الذين يتاجرون بالبشر، تمت تبرئة جميع المتهمين في 12 ديسمبر 2012.
في كانون الأول (ديسمبر) 2012، اتهم سبعة رجال وست نساء في خطف ماريتا، لكنّهم حصلوا على البراءو في محكمة توكومان الجنائية. بعد أسبوع تمكنت سوزانا من الالتقاء برئيسة الأرجنتين، وبدأت إجراءات عزل ضد 3 قضاة كانت لهم قرارات في أحكام البراءة. في كانون الثاني (ديسمبر) 2013، أُدين عشرة من أصل 13 متهماً أصلياً في قضية اختطاف ماريتا واستغلالها جنسياً.

## الإرث والجوائز

### تشريعات
كشفت حملة سوزانا عن صناعة الاتجار بالجنس وكشفت للرأي العام قضايا فساد كبار المسؤولين والذين يفلتون من العقاب من أعضاء شبكات الاتجار بالبشر. ونتيجة لجهودها شرّعت الأرجنتين قانوناً يجرّم الاختطاف والاستغلال الجنسي كجريمة اتحادية عام 2007. وبموجب القانون تم تأسيس مكتب إنقاذ لتقديم المساعدة القانونية للضحايا.
عام 2008، قادت جهود تريماركو إلى سنّ تشريعات في الأرجنتين كان من شأنها منع الاتجار في البشر وإنقاذ حوالي 3000 شخص من التجار في الأرجنتين. عام 2011، سنّت الرئيسية كريستينا فرنانديز دي كيرشنر قانوناً يحظر الإعلان عن خدمات جنسية في الصحف والمجلات. للمرة الأولى، تمكنت وزارة الأمن كشف المتورطين من قوات الشرطة في عصابات الاتجار بالبشر.
عام 2008، تم تمرير قانون لمنع الاتجار بالبشر وتم تأسيس مكتب إنقاذ في وزارة العدل وحقوق الإنسان للنظر في منع جرائم الاتجار بالبشر والتحقيق فيها وتوفير المساعدة القانونية للضحايا.

### جوائز
- في 8 آذار (مارس) 2007، منحت وزارة الخارجية الأمريكية سوزانا جائزة نساء الشجاعة الدولية وسلمتها لها وزيرة الخارجية كونداليزا رايز.
- كرّم مجلس الشيوخ الأرجنتيني سوزانا تريماركو بجائزة «دومينغو ماوستينو سارمينتو» لعملها الخارق في مجال تعزيز حقزق الإنسان.[14]
- في 14 آذار (مارس) 2012، منحت الحكومة الكندية سوزانا «جائزة جون ديفينبيكر المدافع عن حقوق الإنسان والحرية».[15][16]
- رشّحت سوزانا لنيل جائزة نوبل للسلام عام 2013.[17]